# Gołąb białogardły
Gołąb białogardły (Columba vitiensis) – gatunek średniej wielkości ptaka z rodziny gołębiowatych (Columbidae). Występuje na Filipinach, w części Indonezji, na Nowej Gwinei i niektórych spośród wysp Oceanii. Nie jest zagrożony wyginięciem.

## Taksonomia
Po raz pierwszy gatunek opisali Jean René Constant Quoy i Joseph Paul Gaimard w 1830 w Voyage de la corvette l'Astrolabe. Holotyp pochodził z Fidżi. Nowemu gatunkowi nadali nazwę Columba vitiensis, podtrzymywaną obecnie (2019) przez Międzynarodowy Komitet Ornitologiczny (IOC). Zarówno IOC, jak i autorzy Handbook of the Birds of the World wyróżniają 9 podgatunków, w tym 1 wymarły.

## Podgatunki i zasięg występowania
IOC wyróżnia następujące podgatunki:
- C. v. griseogularis (Walden & E.L. Layard, 1872) – gołąb filipiński[6] – Filipiny, Archipelag Sulu i wyspy u północnego wybrzeża Borneo[4]
- C. v. anthracina (Hachisuka, 1939) – Palawan, prawdopodobnie również Calauit (również część Filipin) i wyspy u wybrzeża północnego Borneo[4]
- C. v. metallica Temminck, 1835 – gołąb sundajski[6] – Małe Wyspy Sundajskie[4]
- C. v. halmaheira (Bonaparte, 1855) – Wyspy Banggai, Wyspy Sula, dalej przez Moluki i wyspy na zachód od Nowej Gwinei po Nową Gwineę, Archipelag Bismarcka, Luizjady i Wyspy Salomona[4]
- C. v. leopoldi (Tristram, 1879) – Vanuatu[4]
- C. v. hypoenochroa (Gould, 1856) – Nowa Kaledonia, Île des Pins, Wyspy Lojalności[4]
- †C. v. godmanae (Mathews, 1915) – Fidżi[4]
- C. v. vitiensis Quoy & Gaimard, 1832 – gołąb białogardły[6] – Lord Howe[4]
- C. v. castaneiceps Peale, 1849 – gołąb samoański[6] – Samoa (Savaiʻi, Apolima, Manono i Upolu)[4]

Gołąb białogardły ma najszerszy zasięg występowania spośród grupy przedstawicieli Columba o zasięgu obejmującym Azję Wschodnią, Nową Gwineę i Australię. John Latham w 1823 opisał ptaki zamieszkujące Vavaʻu na Tonga, których opis pasuje do gołębi białogardłych. Jeśli nie pomylił się, podgatunek ten wymarł. Bardziej prawdopodobne jest jednak, że omyłkowo wskazał tę lokalizację zamiast Fidżi.

## Morfologia
Długość ciała wynosi 37–41 cm; masa ciała samca 345–430 g, samicy 268–511 g. Upierzenie wysoce zmienne w całym zasięgu. Niezależnie od podgatunku większość gołębi białogardłych rozpoznać można dzięki czysto białej brodzie, gardle i pokrywach usznych, z którymi kontrastuje ciemnoszare lub fioletowobrązowe ciemię i wierzch ciała. U przedstawicieli niektórych podgatunków gardło jest ciemne i pomylić je można z miedziankami Ducula, jednak odróżniają się pozbawionym pasów ogonem oraz dobrze widocznymi opalizującymi krawędziami piór płaszcza i pokryw skrzydłowych. Z bliska dostrzec można sztywne pióra z tyłu szyi, czerwoną skórę wokół oka i woskówkę oraz żółty koniuszek dzioba. Osobniki podgatunku nominatywnego cechuje czysto biała broda wraz z gardłem i pokrywami usznymi, szare ciemię i kasztanowy spód ciała. U przedstawicieli C. v. halmaheira ciemię jest mocno fioletowo połyskujące z zielonymi odbłyskami. Szyja i pierś opalizują w intensywnych fioletowych i zielonych barwach. Gołębie filipińskie wyróżnia bardziej matowy i szary spód ciała w porównaniu do C. v. halmaheira. Broda, gardło i pokrywy uszne pokrywa szary nalot. Gołębie sundajskie odznaczają się smoliście szarą brodą, gardłem i pokrywami usznymi, wyraźnie kontrastującymi z głową i spodem ciała.

## Ekologia i zachowanie
Środowiskiem życia gołębi białogardłych są różnorodne lasy, od lasów nizinnych po lasy mgliste. W Papui-Nowej Gwinei odnotowywane były do 2750 m n.p.m. Ich pożywieniem są owoce, pąki kwiatowe i nasiona, istnieją też doniesienia o zjadaniu gąsienic i ślimaków. To stosunkowo skryte ptaki, przeważnie obserwowane pojedynczo, w parach lub niewielkich grupach, choć na Nowej Kaledonii odnotowywano stada liczące do 80 osobników. Pożywiają się zarówno nasionami roślin rodzimych, jak i tych wprowadzonych. Na Fidżi szczególnie chętnie jedzą nasiona Solanum torvum. Gdzieniegdzie odwiedzają uprawy ostrych papryczek Capsicum oraz uprawy innych owoców i zbóż. Choć przeważnie żerują na ziemi, czasami pożywienia szukają też na podłożu. Zwykle osiadłe, jednak podejmują niekiedy nomadyczne wędrówki w poszukiwaniu pokarmu, na Vanuatu nawet pomiędzy wyspami. Głos gołębi białogardłych jest rzadko słyszany, jednak uznaje się, że najchętniej odzywają się one wcześnie rano.

### Lęgi
O porze lęgów niewiele wiadomo z wyjątkiem ptaków występujących na Vanuatu, gdzie gołębie białogardłe gniazdują od września do lutego, niekiedy od lipca do sierpnia. Zniesienie liczy 1 lub 2 jaja o wydłużonym, owalnym kształcie skorupki. Inkubacja trwa 17–19 dni, młode są w pełni opierzone po 21 dniach życia.

## Status i zagrożenia
IUCN uznaje gołębia białogardłego za gatunek najmniejszej troski (LC, Least Concern) nieprzerwanie od 1988 (stan w 2019). W większej części zasięgu jest to ptak stosunkowo nieczęsty lub rzadki, przykładowo na wschodnich wyżynach Nowej Gwinei do 2019 był stwierdzony tylko raz. BirdLife  International ocenia trend liczebności populacji jako stabilny ze względu na brak istotnych zagrożeń i dowodów na spadki liczebności.